# Neşe Taluy Yüce
Neşe Taluy Yüce – współczesna tłumaczka literatury polskiej na język turecki, profesor Uniwersytetu w Ankarze, gdzie kieruje jedyną w Turcji Katedrą Filologii Polskiej.
Tłumaczyła m.in. Leopolda Staffa, Marię Pawlikowską-Jasnorzewską, Juliana Tuwima, Juliana Przybosia, Konstantego Ildefonsa Gałczyńskiego, Czesława Miłosza, Tadeusza Różewicza, Mirona Białoszewskiego, Wisławę Szymborską, Zbigniewa Herberta, Stanisława Grochowiaka, Ernesta Brylla, Edwarda Stachurę, Stanisława Barańczaka, Sławomira Mrożka, Eugeniusza Tkaczyszyna-Dyckiego czy klasyków Adama Mickiewicza, Juliusza Słowackiego. Współpracuje z Zeszytami Poetyckimi, w których ogłosiła „Ślady surrealizmu w poezji tureckiej”.
Za swój wkład w przybliżanie literatury polskiej oraz tłumaczenie polskich dzieł poezji i prozy otrzymała Odznakę honorową „Zasłużony dla Kultury Polskiej” od ministra spraw zagranicznych Stefana Mellera.
Zaangażowana w działalność Polonii tureckiej.